# Damua
Damua è una suddivisione dell'India, classificata come census town, di 15.856 abitanti, situata nel distretto di Chhindwara, nello stato federato del Madhya Pradesh. In base al numero di abitanti la città rientra nella classe IV (da 10.000 a 19.999 persone).

## Geografia fisica
La città è situata a 22° 12' 59 N e 78° 28' 49 E.

## Società

### Evoluzione demografica
Al censimento del 2001 la popolazione di Damua assommava a 15.856 persone, delle quali 8.197 maschi e 7.659 femmine. I bambini di età inferiore o uguale ai sei anni assommavano a 1.639, dei quali 848 maschi e 791 femmine. Infine, coloro che erano in grado di saper almeno leggere e scrivere erano 11.596, dei quali 6.503 maschi e 5.093 femmine.